# Stephen Hugh Claycomb
Stephen Hugh Claycomb (* 11. August 1847 in Missouri; † 6. Juni 1930 in Joplin, Missouri) war ein US-amerikanischer Politiker. Zwischen 1889 und 1893 war er Vizegouverneur des Bundesstaates Missouri.

## Werdegang
Nach einem Jurastudium und seiner Zulassung als Rechtsanwalt begann Stephen Claycomb in diesem Beruf zu arbeiten. Gleichzeitig schlug er als Mitglied der Demokratischen Partei eine politische Laufbahn ein. Er saß sowohl im Repräsentantenhaus von Missouri als auch im Staatssenat. Die genauen Daten seiner jeweiligen Legislaturperioden sind nicht überliefert.
1888 wurde Claycomb an der Seite von David Rowland Francis zum Vizegouverneur von Missouri gewählt. Dieses Amt bekleidete er zwischen dem 14. Januar 1889 und dem 9. Januar 1893. Dabei war er Stellvertreter des Gouverneurs und Vorsitzender des Staatssenats. Nach seiner Zeit als Vizegouverneur ist er politisch nicht mehr in Erscheinung getreten. Er starb am 6. Juni 1930 in Joplin, Missouri.